# St Mary's Stadium
St Mary's Stadium je domači stadion nogometnega kluba Southampton F.C., ki se nahaja v mestu Southampton v Angliji. Stadion je ocenjen s 4 zvezdicami standarda UEFA. Z 32.689 sedišči je največji stadion na jugu Anglije, ki se nahaja izven Londona.  

## Zgodovina
Po dolgoletnih neuspešnih poskusih, da bi v okolici Southamptona zgradili nov stadion s 25.000 sedišči, je mestni svet ponudil klubu zemljišče v centru mesta, le dobre tri kilometre od starega stadiona The Dell.
Gradnja se je začela decembra 1999, stadion pa je bil dokončan konec julija 2001. Skupni stroški izgradnje, z ureditvijo okolice so na koncu znašali 32 milijonov funtov.
Svetniki, kot imenujejo klub Southampton F.C., so se v nove prostore preselili 1. avgusta 2001 s prejšnjega stadiona The Dell, ki je v zadnjih letih lahko sprejel le nekaj več kot 15.000 gledalcev - manj kot četrtino novega stadiona. Istega dne je bila na stadionu odigrana prva tekma med domačini in španskim klubom RCD Espanyol, ki so ga dobili gostje s 4:3. 
Prvi hat trick je bil dosežen 1. maja 2002 na tekmi med Aldershot Townom in Havant & Waterloovilleom, dosegel pa ga je napadalec Aldershota Stafford Browne.

## Opis
Stadion ima obliko sklede, vse tribune pa so enake višine. Na vsakem koncu igrišča je pod streho nameščen po en velik zaslon, oba pa sta vidna z vseh sedežev.
Stadion ima štiri tribune, ki so poimenovane po delu mesta v katerega so obrnjene. Glavna (vzhodna) tribuna se imenuje the Itchen Stand, obrnjena pa je proti reki Itchen. Nasprotna, zahodna tribuna, se imenuje the Kingsland Stand. Za južnim golom je the Chapel Stand, za severnim pa the Northam Stand.
Za tribunami Chapel, Kingsland in Northam se nahaja prozorna stena, skozi katero na igrišče prihaja svetloba. Iz enakega materiala in razloga je izdelana tudi streha nad tribuno Chapel Stand.
V ozadju tribune Itchen Stand se nahaja 42 lož za visoke goste ter soba za policijski nadzor. Na tej tribuni so tudi prostori vodstva kluba, slačilnice, reporterske kabine ter apartmaji za goste. Štirje osrednji apartmaji se imenujejo po največjih igralcih kluba:
- Terry Paine
- Mick Channon
- Bobby Stokes
- Matt Le Tissier

Northam Stand je tribuna, rezervirana za domače in tuje navijače. Za gostujoče gledalce ja na voljo 4.250 sedežev (15 % celotne kapacitete tribune) za pokalne in 3.200 sedežev za ligaške tekme.

## Ime
Ob otvoritvi je stadion nosil ime 'The Friends Provident St Mary's Stadium'. Sprva je klub stadion poimenovati po sponzorjih, vendar je moralo vodstvo popustiti pod pritiskom navijačev, ki so želeli nekomercialno ime. To je botrovalo k odločitvi, da se stadion danes imenuje preprosto 'St Mary's'. Zaradi moči, ki jo imajo navijači nad klubom, so si navijači Southamptona pridobili velik ugled med ostalimi angleškimi navijaškimi skupinami. 

## Kapaciteta
Stadion ima na voljo 32.689 sedišč, v kar so vključeni tudi sedeži v ložah in reporterskih kabinah. Polna kapaciteta verjetno ne bo nikolidosežena zaradi pregrad, ki potekajo po tribuni Northam Stand in ločujejo domače in gostujoče navijače.
Največ gledalcev doslej si je ogledalo tekmo med domačim Southamptonom in nogometnim klubom Arsenal F.C. 29. decembra 2003, ko je tekmo gledalo 32.151 gledalcev.
Najnižji obisk je bil na tekmi med Southamptonom in klubom Leicester City, v torek 11. marca 2008, ko si je tekmo ogledalo le 17.741 gledalcev

## Kip Teda Batesa
17. marca 2007 so pred stadionom postavili 102.000 funtov vreden kip Iana Brennana v spomin bivšemu nogometašu in predsedniku kluba Tedu Batesu. Kip je doživel veliko kritik s strani navijačev, ker je bil neproporcionalen in ni bil preveč podoben Batesu.
Tedanji predsednik kluba, Leon Crouch, je kasneje izjavil, da se bo potrudil z zbiranjem denarja za zamenjavo ali popravilo kipa, pri čemer naj bi mu pomagal sklad Teda Batesa, ki je bil odgovoren za prvotni kip.
Kip so po enem tednu odstranili, novega pa so slovesno odkrili 22. marca 2008.

## Pomembne tekme
Na St Mary's Stadium se je oktobra 2002 odvijala tekma med Anglijo in Makedonijo, ki se je končala z izidom 2:2 ter mednarodna tekma med Japonsko in Nigerijo.
Septembra 2003 je bila na St Mary's tudi tekma UEFA pokala med Southampton F.C. in romunskim klubom Steaua Bukarešta, ki se je končala z izidom 1:1.

## Druga uporaba
Kot je danes že v navadi, se stadion lahko uporablja tudi v druge namene. Tako so v prostorih stadiona konferenčne dvorane s pripadajočimi apartmaji, ki so na voljo večino dni v tednu. 
Na Northam Standu ima prostore tudi aktivistična prostovoljna organizacija the Saints Study Support Centre, ki je nekakšen klub, ki združuje otroke v izvenšolskih dejavnostih. Tam so tudi prostori za govorno usposabljane mladine.
Na stadionu so bili v preteklosti že večkrat tudi različni kulturni dogodki. Tako so se na njem v preteklosti že odvijali različni koncerti. Leta 2005 je tam nastopil Elton John, leta 2006 rock zasedba Bon Jovi, ter leta 2007 Craig David. V prostorih stadiona je bila tudi britanska premiera filma Casino Royale.

## Širitev
Vse tribune so zgrajene tako, da jih je mogoče v vsakem trenutku razširiti. Tako bi eventuelno stadion lahko dobil kapaciteto 50.000 sedišč. kar pa bi stalo toliko, kot izgradnja novega stadiona.

## Lega
Kljub imenu se stadion nahaja v delu mesta, imenovanem Chapel in ne v delu imenovanem St Mary's. Naslov stadiona je:
Southampton Football Club
 
St. Mary's Stadium

Britannia Road

Southampton

SO14 5FP

## Podatki
Povprečna obiskanost po sezonah:

2006-07: 23.556 (The Championship) 

2005-06: 23.614 (The Championship) 

2004-05: 30.610 (The FA Premier League) 

2003-04: 31.699 (The FA Premier League) 

2002-03: 30.680 (The FA Premier League) 

2001-02: 30.633 (The FA Premier League) 

Najvišji obisk:

32.151 proti klubu Arsenal, 29. december 2003
Najvišje zmage domačih na stadionu St Mary's

6-1 proti klubu Tranmere Rovers, ligaški pokal 2. oktober 2002

4-0 proti klubu Hull City, Championship 8. december 2007
Največji porazi domačega kluba na stadionu St Mary's 

0-4 proti klubu Manchester United, FA pokal 12. marec 2005 

0-5 proti klubu Hull City, Championship, marec 2008 

Največ golov na tekmi na stadionu St Mary's

6-1 proti klubu Tranmere Rovers, League Cup 2. oktober 2002 

4-3 proti klubu Norwich City, Premier League 30. april 2005 

3-4 proti klubu Leeds United, Championship 19. november 2005 

5-2 proti klubu Yeovil Town, League Cup 23. avgust 2006

4-3 proti klubu Birmingham City, Championship 29. november 2006

5-2 proti klubu Barnsley, Championship 17. februar 2007

2-5 proti klubu Lazio, prijateljska tekma, 28. julij 2007